# Planinița, Pernik
Planinița (în bulgară Планиница) este un sat în comuna Pernik, regiunea Pernik,  Bulgaria. 

## Demografie
Componența etnică a satului Planinița
     Bulgari (100%)
     Nicio identificare (0%)
     Altele (0%)
La recensământul din 2011, populația satului Planinița era de 30 locuitori. Din punct de vedere etnic, toți locuitorii erau bulgari.